# 三川華月
三川 華月（みかわ はるな、1998年2月23日 - ）は、日本の女性声優。香川県出身。賢プロダクション所属。

## 略歴
幼少期より、「女優になりたい」という卒業文集に書くなど、何かを見せる仕事をしたいと思っていたという。中学時代は部活が厳しく、そういった夢を考える余裕はなかったものの、先輩がアニメ『妖狐×僕SS』を教えてくれたことから、声優に興味を持って調べるようになり、声優業を目指すようになった。
2017年、第11回声優アワード新人発掘オーディションにて最多7社のスカウトを受けた。それ以前にレッスン経験がなく、独学で技術を磨いていたが、審査員からはナレーションにおいて綺麗な日本語および演技のセンスについて高く評価された。
スクールデュオ卒業後、2020年4月1日より賢プロダクションに所属。

## 人物
中学・高校時代は、ソフトテニス部に所属しており、四国大会に出場し個人戦では県2位の経験を持つ。
趣味・特技として讃岐弁、ソフトテニス、50メートル競走、一輪車、アイドル応援をそれぞれ挙げている。資格として第一種運転免許、養護教諭一種免許状をそれぞれ持つ。
沢城みゆきや雨宮天といった声優のように、それぞれのキャラクターに命を吹き込めるといった声優になることが目標であると語った。お腹が減ることが苦手で、お腹が減ったら「イィィィ！」となるらしく、常に空腹ではいられない。

## 出演
太字はメインキャラクター。

### テレビアニメ
2020年
- アサルトリリィ BOUQUET（森辰姫）

2022年
- リアデイルの大地にて（シスター）
- スローループ（女子）
- もっと!まじめにふまじめ かいけつゾロリ（ファンB、モデルA、客C、看護師、長老の孫）
- 転生賢者の異世界ライフ 〜第二の職業を得て、世界最強になりました〜（マユスラ）
- それでも歩は寄せてくる（香川凛）
- ポプテピピック（うさぎB）
- ブルーロック（吉良のファンB）
- 聖剣伝説 Legend of Mana -The Teardrop Crystal-（イズムルート）

2023年
- 僕のヒーローアカデミア（子供）
- ワールドダイスター（スタッフ）
- 天国大魔境（サクヤ）
- アンデッドガール・マーダーファルス（住人）
- MFゴースト（牛丼屋店員、女性A、女性客、観客C）
- B-PROJECT〜熱烈*ラブコール〜（女性）
- BEYBLADE X（ファン）
- キボウノチカラ〜オトナプリキュア'23〜（生徒）
- 進撃の巨人 The Final Season 完結編（後編）（避難民）
- 鴨乃橋ロンの禁断推理（通行人）

2024年
- 俺だけレベルアップな件（2024年 - 2025年、水篠葵） - 2シリーズ
- 青の祓魔師 シリーズ（2024年 - 2025年、生徒、祓魔師、美女、実験体） - 2シリーズ
- ブルーアーカイブ The Animation（ヘルメット団）
- 夜のクラゲは泳げない（女子）
- クレヨンしんちゃん（客D）
- 神は遊戯に飢えている。（キング消しゴム）
- しかのこのこのここしたんたん（クラスメイト女子C）
- 時々ボソッとロシア語でデレる隣のアーリャさん（チーフマネージャー）
- この世界は不完全すぎる（店員）
- ひとりぼっちの異世界攻略（バレー部っ娘B、エルフ、査定長）
- オーイ!とんぼ（2024年 - 2025年、笠原）

2025年
- 外れスキル《木の実マスター》 〜スキルの実（食べたら死ぬ）を無限に食べられるようになった件について〜（アイラ・ローレンス）
- ゴリラの神から加護された令嬢は王立騎士団で可愛がられる（とりまき、子供たち）
- 忍者と殺し屋のふたりぐらし（草隠さとこ、ロボ子、ロボ子Mk-II）
- mono（雨宮さつき、モブ子ナレーション）
- まったく最近の探偵ときたら（カフェの店員）
- ポケットモンスター（カラトウ）
- ブスに花束を。（美化委員長、女子生徒）
- 公女殿下の家庭教師（生徒B）

### 劇場アニメ
- 雨を告げる漂流団地（2022年、女子生徒）
- きみの色（2024年、女子生徒達）

### OVA
- ミヤモトムサシのこうつうあんぜん五輪の書（2020年、コジロウ）

### Webアニメ
- Pokémon Evolutions（2021年、ピカチュウ〈オス〉）
- 雪ほどきし二藍（2022年）
- ロマンティック・キラー（2022年、女子生徒）
- 腐男子召喚〜異世界で神獣にハメられました〜（2023年、由亜[31]）

### ゲーム
2020年
- 8 beat Story♪（女の子）
- プリンセスコネクト!Re:Dive
- SHOW BY ROCK!! Fes A Live
- おねがい、俺を現実に戻さないで! シンフォニアステージ（ミャーダウト ディースワンプ）

2022年
- アサルトリリィ Last Bullet（森辰姫）
- 原神（ドニアザード）

2023年
- アイドルマスター シャイニーカラーズ（2023年 - 2024年、鈴木羽那）
- アイドルマスター シャイニーカラーズ Song for Prism（2023年 - 2024年、鈴木羽那）

2024年
- 百英雄伝 (アオイ）
- プロジェクトセカイ カラフルステージ! feat. 初音ミク（榎崎あかり）
- ゼルダの伝説 知恵のかりもの
- ヒバリでなくナイチンゲールでもなく（栃木茜）

2025年
- けものフレンズ3（カマイルカ）

### ドラマCD
- 腐男子召喚〜異世界で神獣にハメられました〜（2023年、由亜[31]）

### オーディオドラマ
- 恋が暴走する惑星 線香花火（2022年、明理[40]）

### 吹き替え
- アイビー+ビーン（英語版）（アイビー）

### ラジオ
※はインターネット配信。
- アイドルマスター シャイニーカラーズ はばたきラジオステーション（2023年 - 、ASOBI CHANNEL※） - 週替わりパーソナリティ
- mono語り（2025年、音泉※・YouTube※）
- 忍者と殺し屋のラジオぐらし（2025年、音泉※・YouTube※）

### インターネット番組
- 三川華月の開店！はるちゃん食堂（2023年 - 、OPENREC.tv）[41]

### 映像商品
- THE IDOLM@STER SHINY COLORS 5.5th Anniversary LIVE「星が見上げた空」Blu-ray（2024年）[42]
- 「異次元フェス アイドルマスター★♥ラブライブ！歌合戦」Blu-ray（2024年）[43]
- THE IDOLM@STER SHINY COLORS 6thLIVE TOUR Come and Unite! Blu-ray（2025年）[44]
- リンカイ!（2025年、別府真湯[45]）

## ディスコグラフィ

### キャラクターソング
| 発売日         | 商品名                                                                           | 歌                     | 楽曲                                                   | 備考                                                                                                |
| -------------- | -------------------------------------------------------------------------------- | ---------------------- | ------------------------------------------------------ | --------------------------------------------------------------------------------------------------- |
| 2022年7月27日  | ごはんだヨッ！ダダダダン！！                                                     | スラちゃんず△          | 「ごはんだヨッ！ダダダダン！！」                       | テレビアニメ『転生賢者の異世界ライフ 〜第二の職業を得て、世界最強になりました〜』エンディングテーマ |
| 2022年7月27日  | ごはんだヨッ！ダダダダン！！                                                     | スラちゃんず△          | 「のんびり異世界ライフ」                               | テレビアニメ『転生賢者の異世界ライフ 〜第二の職業を得て、世界最強になりました〜』関連曲             |
| 2023年10月18日 | THE IDOLM@STER SHINY COLORS Song for Prism 星の声                                | シャイニーカラーズ     | 「星の声」                                             | ゲーム『アイドルマスター シャイニーカラーズ Song for Prism』テーマソング                            |
| 2023年11月8日  | THE IDOLM@STER SHINY COLORS “CANVAS” 08                                          | コメティック           | 「無自覚アプリオリ」 「くだらないや」 「平行線の美学」 | ゲーム『アイドルマスター シャイニーカラーズ』関連曲                                                 |
| 2024年3月2日   | THE IDOLM@STER SHINY COLORS SOLO COLLECTION -6thLIVE TOUR Come and Unite! part1- | 鈴木羽那（三川華月）   | 「無自覚アプリオリ」                                   | ゲーム『アイドルマスター シャイニーカラーズ』関連曲                                                 |
| 2024年3月2日   | THE IDOLM@STER SHINY COLORS SOLO COLLECTION -6thLIVE TOUR Come and Unite! part2- | 鈴木羽那（三川華月）   | 「くだらないや」                                       | ゲーム『アイドルマスター シャイニーカラーズ』関連曲                                                 |
| 2024年3月2日   | THE IDOLM@STER SHINY COLORS SOLO COLLECTION -6thLIVE TOUR Come and Unite! part3- | 鈴木羽那（三川華月）   | 「平行線の美学」                                       | ゲーム『アイドルマスター シャイニーカラーズ』関連曲                                                 |
| 2024年4月3日   | THE IDOLM@STER SHINY COLORS Song for Prism ハナムケのハナタバ / 青空             | コメティック           | 「ハナムケのハナタバ」                                 | ゲーム『アイドルマスター シャイニーカラーズ Song for Prism』関連曲                                  |
| 2024年7月27日  | THE IDOLM@STER SHINY COLORS LIVE FUN!! -Beyond the Blue sky part2-               | 鈴木羽那（三川華月）   | 「SNOW FLAKES MEMORIES」 「Let's get a chance」        | ゲーム『アイドルマスター シャイニーカラーズ』関連曲                                                 |
| 2024年11月27日 | THE IDOLM@STER SHINY COLORS Song for Prism Heads or Tails？ / グッバイ           | コメティック           | 「Heads or Tails？」                                   | ゲーム『アイドルマスター シャイニーカラーズ Song for Prism』関連曲                                  |
| 2024年12月4日  | THE IDOLM@STER SHINY COLORS COLORFUL FE@THERS -CoMETIK-                          | 鈴木羽那（三川華月）   | 「無垢」                                               | ゲーム『アイドルマスター シャイニーカラーズ』関連曲                                                 |
| 2024年12月11日 | THE IDOLM@STER SHINY COLORS ECHOES 08                                            | コメティック           | 「泥濘鳴鳴」 「Clean.Clean up」 「Migratory Echoes」   | ゲーム『アイドルマスター シャイニーカラーズ』関連曲                                                 |
| 2025年7月2日   | monoのうた                                                                       | シネフォト部           | 「メニメリ・メモリーズ！」                             | テレビアニメ『mono』オープニングテーマ                                                              |
| 2025年7月2日   | monoのうた                                                                       | シネフォト部           | 「Wonderers!!!」                                       | テレビアニメ『mono』関連曲                                                                          |
| 2025年7月2日   | monoのうた                                                                       | 雨宮さつき（三川華月） | 「ココロパノラマ」                                     | テレビアニメ『mono』関連曲                                                                          |

### シリーズ一覧
1. ↑  Season 1（2024年）、Season 2 -Arise from the Shadow-（2025年）
2. ↑  第3期『島根啓明結社篇』（2024年）、第4期『終夜篇』（2025年）

### ユニットメンバー
1. ↑  スラ（遠野ひかる）、スラパッチ（菅野真衣）、マユスラ（三川華月）、スラハッパ（久遠エリサ）、ヒゲスラ（大森日雅）、ペケスラ（花井美春）
2. ↑  櫻木真乃（関根瞳）、風野灯織（近藤玲奈）、八宮めぐる（峯田茉優）、月岡恋鐘（礒部花凜）、田中摩美々（菅沼千紗）、白瀬咲耶（八巻アンナ）、三峰結華（希水しお）、幽谷霧子（結名美月）、小宮果穂（河野ひより）、園田智代子（白石晴香）、西城樹里（永井真里子）、杜野凛世（丸岡和佳奈）、有栖川夏葉（涼本あきほ）、大崎甘奈（黒木ほの香）、大崎甜花（前川涼子）、桑山千雪（芝崎典子）、芹沢あさひ（田中有紀）、黛冬優子（幸村恵理）、和泉愛依（北原沙弥香）、浅倉透（和久井優）、樋口円香（土屋李央）、福丸小糸（田嶌紗蘭）、市川雛菜（岡咲美保）、七草にちか（紫月杏朱彩）、緋田美琴（山根綺）、斑鳩ルカ（川口莉奈）、鈴木羽那（三川華月）、郁田はるき（小澤麗那）
3. 1 2 3 4  斑鳩ルカ（川口莉奈）、鈴木羽那（三川華月）、郁田はるき（小澤麗那）
4. ↑  雨宮さつき（三川華月）、霧山アン（古賀葵）、敷島桜子（遠野ひかる）